# St. Petri (Müden)

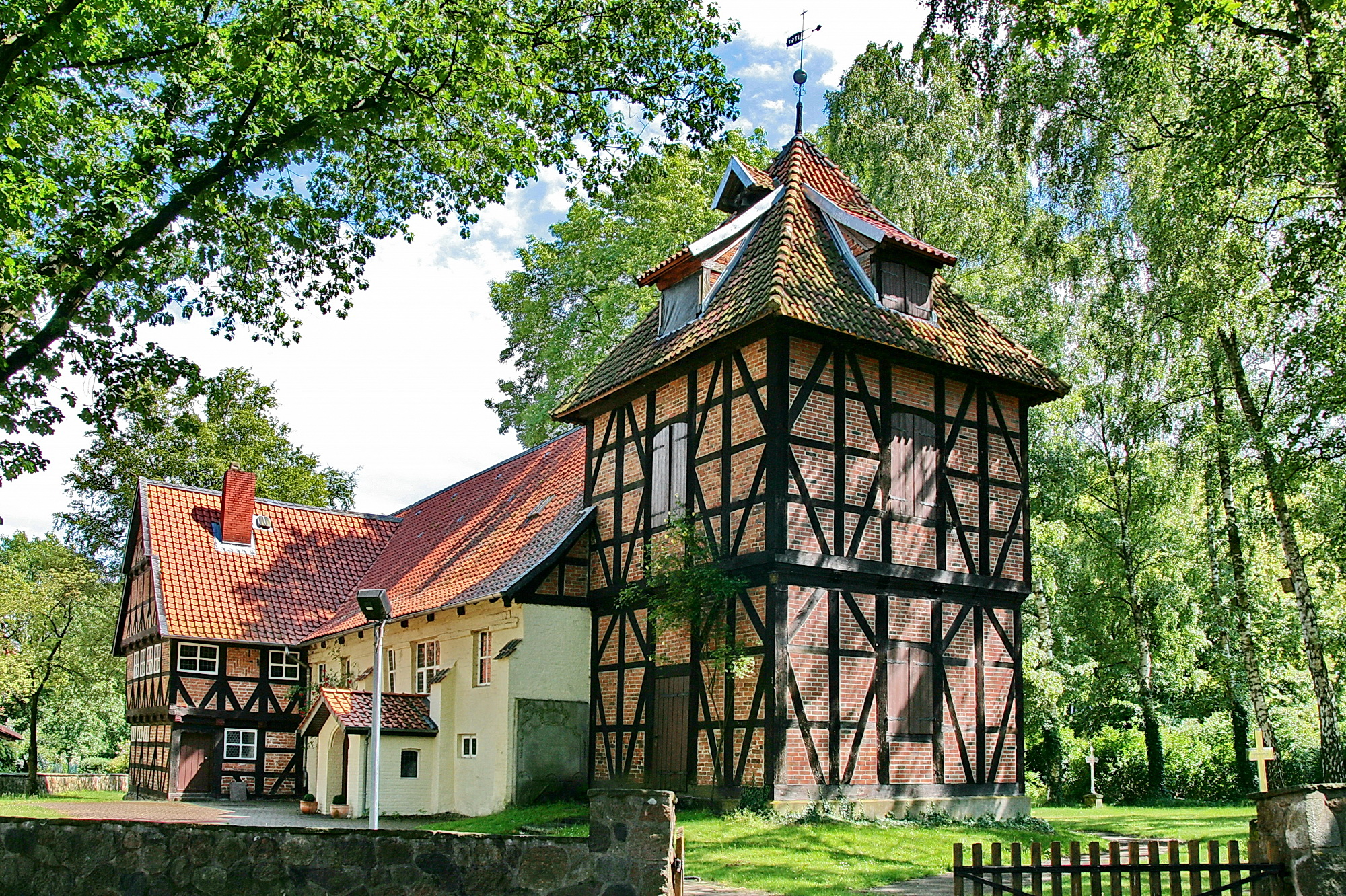
St. Petri

Die evangelisch-lutherische denkmalgeschützte Kirche St. Petri steht in Müden, einer Gemeinde im Landkreis Gifhorn von Niedersachsen. Die Kirchengemeinde gehört zum Kirchenkreis Gifhorn im Sprengel Lüneburg der Evangelisch-lutherischen Landeskirche Hannover.

## Beschreibung
Die spätgotische Saalkirche hat ein verputztes Langhaus aus Backsteinen und einen gleich breiten Chor mit einem vierseitigen Abschluss. Im Nordosten wurde 1654 ein Anbau mit auskragenden oberen Geschossen aus Holzfachwerk errichtet. Er beherbergt die Sakristei und eine Gruft und eine Prieche für die Familie von Marenholtz, die im benachbarten Dieckhorst ihren Sitz hatte. Im Westen wurde zwischen 1757 und 1768 der Kirchturm aus Holzfachwerk erbaut. Der Innenraum ist mit einer gewölbten Bretterdecke überspannt, die modern ausgemalt ist.
Im Chor befinden sich spätgotische Wandmalereien mit Szenen über die Passion vom Ende des 15. Jahrhunderts. Die Kanzel und ihr Schalldeckel wurden 1617 aufgestellt. Die Brüstungen der Emporen auf der Nord-, West- und Südseite wurden 1617 mit den Tugenden, den Aposteln und den Propheten bemalt.
Der um 1700 in Braunschweig gebaute Orgelprospekt wurde 1790 in der Kirche aufgestellt.
Für Mitglieder der Familie von Marenholtz sind hölzerne Epitaphe aus dem 16./17. Jahrhundert in der Kirche aufgestellt.